# Убэй чжи
«Убэй чжи» (кит. трад. 武備志, упр. 武备志, пиньинь Wǔbèi Zhì), то есть «Записки об оружии и [военном] снаряжении» — энциклопедия по военному делу, составленная в последние десятилетия существования китайской империи Мин. Энциклопедия составлена военным деятелем Мао Юаньи (кит. 茅元仪) (1594 — ок. 1641). Предисловие составителя датируется 1621 г.; она была поднесена им последнему минскому императору Чунчжэню при его восшествии на престол в 1628 г.
Энциклопедия состоит из 240 цзюаней (свитков). Содержа свыше 2 000 000 слов (иероглифов) текста и 738 иллюстраций, «Убэй чжи» представляет собой крупнейшую по объёму военную энциклопедию старого Китая.

## Карта Мао Куня
Интереснейшим элементом энциклопедии является содержащаяся в её 240-м цзюане карта, показывающая маршруты плаваний из низовий Янцзы через Юго-восточную Азию и Индийский океан до Персидского залива (Хормуз) и Aфрики, и связанную с ними навигационную информацию. Для отличия от других карт, содержащихся в «Убэй чжи», эта карта, получила название «карта Мао Куня» (по имени деда Мао Юаньи, известного библиофила Мао Куня). Историки согласны с тем что, как указывается и предисловие к карте, она несомненно основывается на данных, собранных во время плаваний Чжэн Хэ (1401—1433). Её существование показывает, что несмотря на уничтожение большинства архивных документов, относящихся к этим плаваниям, ещё в XV в.,
определённое количество документальной информации о плаваниях эры Юнлэ продолжало сохраняться среди минских военных специалистов.
Первоначально карта Мао Куня представляла собой свиток длиной 560 см и шириной 20,5 см, но для вшивания в книгу она была разделена на 40 листов. Наподобие древнеримских карт, таких как знаменитая Пейтингерова таблица, карта не имеет точного масштаба, и не пытается показать точные очертания континентов и островов.